# Panca Desa
Panca Desa is een bestuurslaag in het regentschap Banyuasin van de provincie Zuid-Sumatra, Indonesië. Panca Desa telt 953 inwoners (volkstelling 2010).